# هوراسيو غونزاليس
هوراسيو غونزاليس (بالإسبانية: Horacio González) هو عالم اجتماع أرجنتيني، ولد في 1944 في بوينس آيرس في الأرجنتين.

## وصلات خارجية
- هوراسيو غونزاليس على موقع IMDb (الإنجليزية)